# أوكرانيا في الألعاب البارالمبية الصيفية 2012
شاركت أوكرانيا في الألعاب البارالمبية الصيفية لندن 2012, حيث اختتمت الدورة ب 84 ميدالية; 32 ذهبية، 24 فضية و43 برونزية. بهذه النتيجة إحتلت أوكرانيا المرتبة الرابعة في الدورة.

## وصلات خارجية
- الموقع الرسمي لندن 2012